# Litauens nationalvåben
Litauens rigsvåbenskjold kaldes "Vytis". Det forestiller en ridder til hest. På ridderens skjold er et patriarkalkors. Det hviderussiske våbenskjold (1991-1995) mindede meget om det litauiske, og var i 1990 identisk med det litauiske, der derfor blev ændret så hestehalen blev vendt opad. Den oprindelige Vytis blev også brugt i mellemkrigstiden.
Vytisen ses bl.a. på de litauiske pas, på grænseovergangene til Litauen og på deres litas mønter. Desuden er det planlagt at motivet på de kommende litauiske euromønter skal være vytisen.